# Wasserweggraben
Der Wasserweggraben ist ein 2,1 Kilometer langer linker Zufluss des Kinderbachs im Flusssystem der Münsterschen Aa im Stadtteil Gievenbeck von Münster/Westfalen.

## Verlauf
Der kleine Bachlauf beginnt mit einem Graben nördlich des Wasserwegs und fließt zunächst am Wasserweg in südliche Richtung und bildet dabei die westliche Grenze des geplanten Bebauungsgebiets Steinfurter Straße. Der Bachlauf ist ab der Austermannstraße auf einer Länge von 0,5 Kilometern bis zur Mündung in den Kinderbach verrohrt. Nahe der Mündung liegt der Naturspielplatz Kinderbachtal und ein kleines Feuchtgebiet.

## Ökologie
Im Rahmen des „Leitprojekts Kinderbachtal“ des Integrierten Flächenkonzepts Münster ist auch eine ökologische Verbesserung des Wasserweggraben vorgesehen.